# Walter Ehrlich
Walter Ehrlich (geboren 16. Mai 1896 in Berlin; gestorben 26. Dezember 1968 in Bad Ragaz, Schweiz) war ein deutscher Philosoph.

## Leben
Walter Ehrlich wurde an dem 16. Mai 1896 als Sohn des Kaufmanns Jakob Ehrlich und seiner Ehefrau Nina Ehrlich, geborene Flatow, in Berlin geboren. Er besuchte bis Ostern 1914 das Königlich Französische Gymnasium zu Berlin. Darauf schloss sich ein Studium der Mathematik und der theoretischen Physik an der Technischen Hochschule zu Berlin-Charlottenburg an. 1915 trat Ehrlich dem Militär bei und nahm bis Oktober 1915 am Ostfeldzug teil. Ehrlich zog sich dabei eine langwierige Erkrankung zu, die bis zum Ende des Sommers 1917 andauerte. Im Oktober 1917 immatrikulierte er sich für Philosophie an der Universität Berlin; dieses Studium brach er Ende 1918 ab. In Berlin hörte Ehrlich Vorlesungen der Professoren Ernst Cassirer, Max Dessoir, Benno Erdmann, Alois Riehl, Friedrich Julius Schmidt und Ernst Troeltsch. Ab Februar 1919 folgten philosophische und literarische Studien als ordentlicher Student an der Universität Heidelberg bei Heinrich Maier, Heinrich Rickert, Hans Driesch, Karl Jaspers, Max von Waldberg, Friedrich Gundolf (Friedrich Leopold Gundelfinger), Friedrich Neumann und Leonardo Olschki. Der seit 1918 an der Universität zu Heidelberg lehrende Philosoph Heinrich Maier gab Anregung und Förderung zu Ehrlichs Dissertation Der Freiheitsbegriff bei Kant und Schopenhauer.
Im Jahr 1926 siedelte Ehrlich nach Bad Ragaz über und blieb dort als Privatgelehrter bis zu seinem Lebensende sesshaft als philosophischer Schriftsteller. Zunächst erschienen Arbeiten zur Psychologie und philosophischen Anthropologie, dann aber vor allem zu der von ihm entwickelten „Wesensmetaphysik“, die er gegen die klassische Metaphysik, gegen Okkultismus und religiöse Dogmatik abgrenzte. Weiterhin publizierte er zur Geschichts- und Sozialphilosophie unter Distanzierung von Hegel und vom Positivismus sowie zur Ethik und Ästhetik auf der Grundlage seiner Metaphysik.

## Schriften
- Der Freiheitsbegriff bei Kant und Schopenhauer. Dissertation. Universität Heidelberg. 1920.
- Kant und Husserl. Kritik der transzendentalen und der phänomenologischen Methode. Halle (Saale) 1923.
- Metaphysik im erkenntniskritischen Grundriss. Philosophische Gespräche. Halle (Saale) 1924.
- Das unpersonale Erlebnis. Einführung in eine neue Erkenntnislehre. Halle (Saale) 1927.
- Stufen der Personalität. Grundlegung einer Metaphysik des Menschen. Halle (Saale) 1930.
- Intentionalität und Sinn. Halle (Saale) 1934.
- Grundzüge der Rechtsmetaphysik. EVortrag. Halle (Saale) 1935.
- Der Sinn in der Geschichte. Einleitung in die Transzendentalgeschichte. Zürich 1935.
- Das Verstehen. Zürich 1939.
- Ontologie des Bewusstseins. Zürich 1940.
- Der Mensch und die numinosen Regionen. Chur 1943.
- Lehre vom Karman. Chur 1945.
- Ästhetik. Chur 1947.
- Soziologie. Chur 1949.
- Geistesgeschichte. Tübingen 1952.
- Metaphysik. Tübingen 1955.
- Ethik. Tübingen 1956.
- Philosophische Anthropologie. Tübingen 1957.
- Einführung in die Staatsphilosophie. Tübingen 1958.
- Hauptprobleme der Wertphilosophie. Niemeyer. Tübingen 1959.
- Grundlinien einer Naturphilosophie. Tübingen 1960.
- Kulturgeschichtliche Autobiographie. Tübingen 1961.
- Aphorismen zur Philosophie der Kunst. Tübingen 1962.
- Kulturphilosophie. Tübingen 1964.
- Philosophie der Geschichte der Philosophie. Tübingen 1965.
- System der Philosophie. Tübingen 1966.
- Selbsterziehung und Pädagogik. Tübingen 1969.